# Hydrofugation des microbilles de verre pour marquage routier
La hydrofugation des microbilles de verre pour marquages routiers, microbilles de verre à la base de la visibilité nocturne, est une des propriétés de ces microbilles qui garantit une visibilité constante et homogène. Elle fait l’objet, pour un lot de microbilles, d’un essai normé au niveau européen.
Certaines microbilles doivent être hydrofuges, c’est-à-dire qu’au contact de l’eau, elles s’ont pas d'affinité pour celle-ci, ce qui favorisent leur séparation. Il s’agit particulièrement de celles qui sont conçues pour être incorporées à une peinture à l’eau, afin d’éviter leur agglutination à l’intérieur du produit.

## Descriptif[1]
L’essai consiste à verser une certaine quantité de microbilles dans un récipient spécifique (entonnoir équipé d’un tube gradué) rempli d’eau et à mesurer la hauteur de microbilles déposées au fond du tube après cinq minutes.